# Grinding

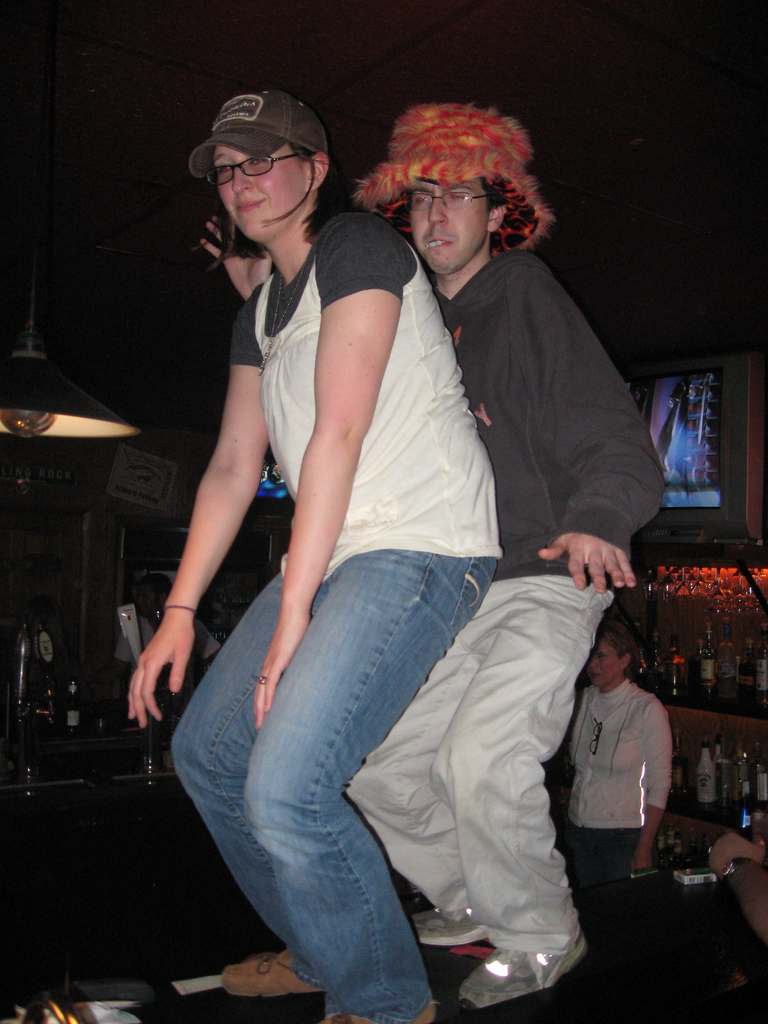
Ett par som grindar.

Grinding (med engelskt uttal) är en dansrörelse, dock en väldigt kontroversiell sådan särskilt i USA, där två personer gnider skrevet eller bakdelen mot varandra. Rörelsen har blivit populär genom hiphopdans, och liknar twerking.